# Доня Купчина
Доня Купчина (хорв. Donja Kupčina) — населений пункт у Хорватії, у Загребській жупанії у складі громади Писаровина.

## Населення
Населення за даними перепису 2011 року становило 974 осіб.
Динаміка чисельності населення поселення:

## Клімат
Середня річна температура становить 10,54 °C, середня максимальна – 25,34 °C, а середня мінімальна – -6,73 °C. Середня річна кількість опадів – 972 мм.
| Клімат поселення                              | Клімат поселення | Клімат поселення | Клімат поселення | Клімат поселення | Клімат поселення | Клімат поселення | Клімат поселення | Клімат поселення | Клімат поселення | Клімат поселення | Клімат поселення | Клімат поселення | Клімат поселення |
| Показник                                      | Січ.             | Лют.             | Бер.             | Квіт.            | Трав.            | Черв.            | Лип.             | Серп.            | Вер.             | Жовт.            | Лист.            | Груд.            |                  |
| Середній максимум, °C                         | 6,52             | 8,74             | 13,29            | 17,50            | 22,20            | 25,34            | 24,80            | 24,09            | 20,45            | 15,21            | 9,30             | 5,20             |                  |
| Середня температура, °C                       | −0,1             | 2,10             | 6,66             | 10,87            | 15,57            | 18,70            | 20,40            | 19,70            | 16,04            | 10,82            | 4,90             | 0,82             |                  |
| Середній мінімум, °C                          | −6,73            | −4,52            | 0,03             | 4,24             | 8,94             | 12,08            | 16,00            | 15,30            | 11,65            | 6,41             | 0,50             | −3,59            |                  |
| Норма опадів, мм                              | 57               | 54               | 65               | 74               | 82               | 98               | 90               | 92               | 94               | 95               | 98               | 73               |                  |
| Середньомісячна швидкість вітру, м/с          | 1.58             | 1.70             | 2.11             | 2.00             | 1.90             | 1.70             | 1.70             | 1.50             | 1.50             | 1.50             | 1.60             | 1.60             |                  |
| Середньомісячна сонячна радіація, кДж/м²·день | 4152             | 6887             | 10493            | 15025            | 19177            | 21066            | 22092            | 19299            | 14116            | 8717             | 4555             | 3371             |                  |
| --------------------------------------------- | ---------------- | ---------------- | ---------------- | ---------------- | ---------------- | ---------------- | ---------------- | ---------------- | ---------------- | ---------------- | ---------------- | ---------------- | ---------------- |
| Джерело:                                      |                  |                  |                  |                  |                  |                  |                  |                  |                  |                  |                  |                  |                  |